# Chaetoprocta odata
Chaetoprocta odata är en fjärilsart som beskrevs av William Chapman Hewitson 1865. Chaetoprocta odata ingår i släktet Chaetoprocta och familjen juvelvingar. Inga underarter finns listade i Catalogue of Life.

## Bildgalleri

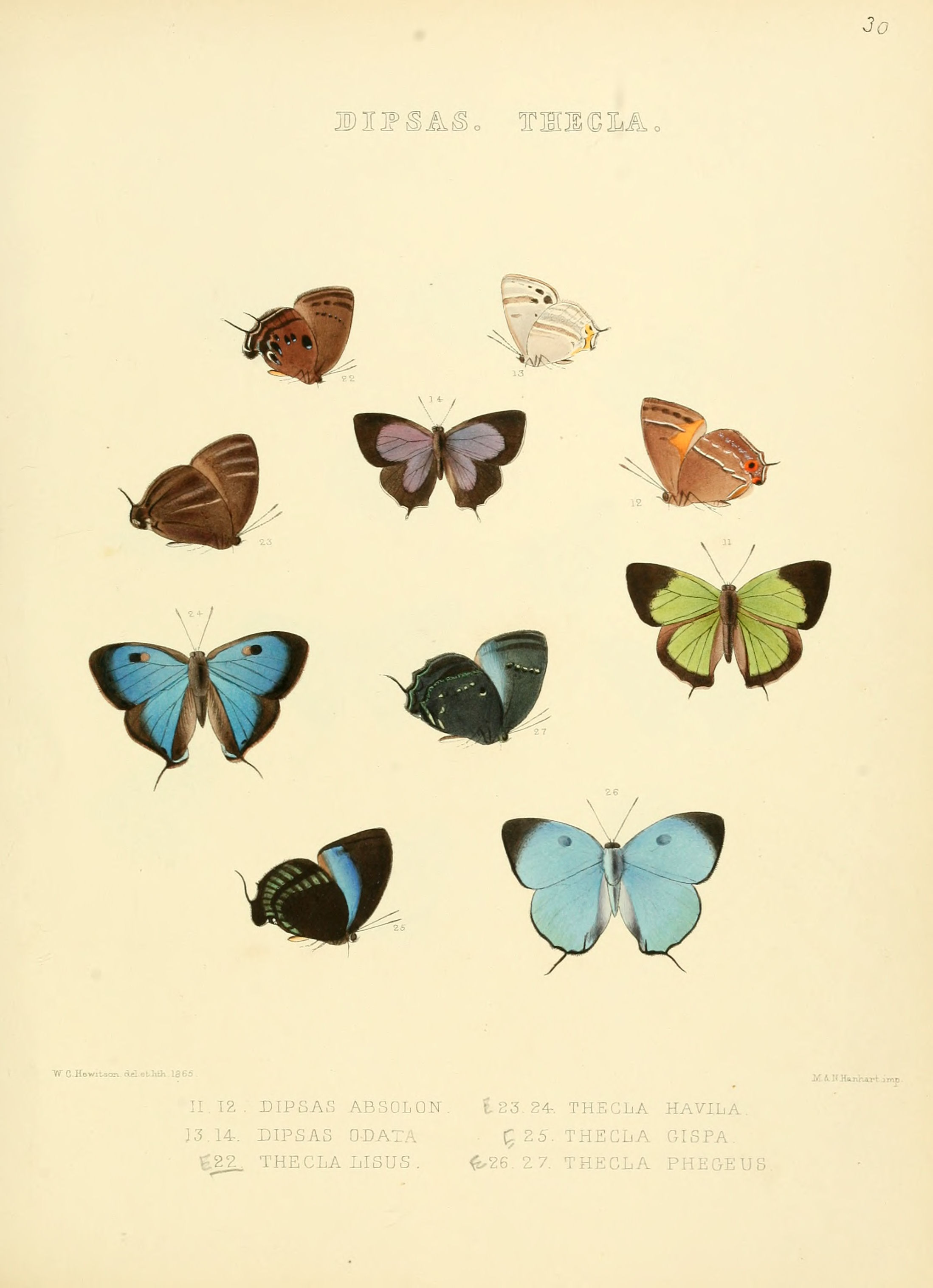